# 绿尾唇鱼
绿尾唇鱼（学名：Cheilinus chlorurus）为輻鰭魚綱鱸形目隆頭魚亞目隆头鱼科唇鱼属的鱼类。分布于印度洋太平洋區，從東非至法屬波里尼西亞海域，棲息深度1-30公尺，體長可達45公分，棲息在沿海沙石底質的潟湖、珊瑚礁區，以底棲性甲殼類、軟體動物等為食，可作為觀賞魚及食用魚。